# Casio SK-1

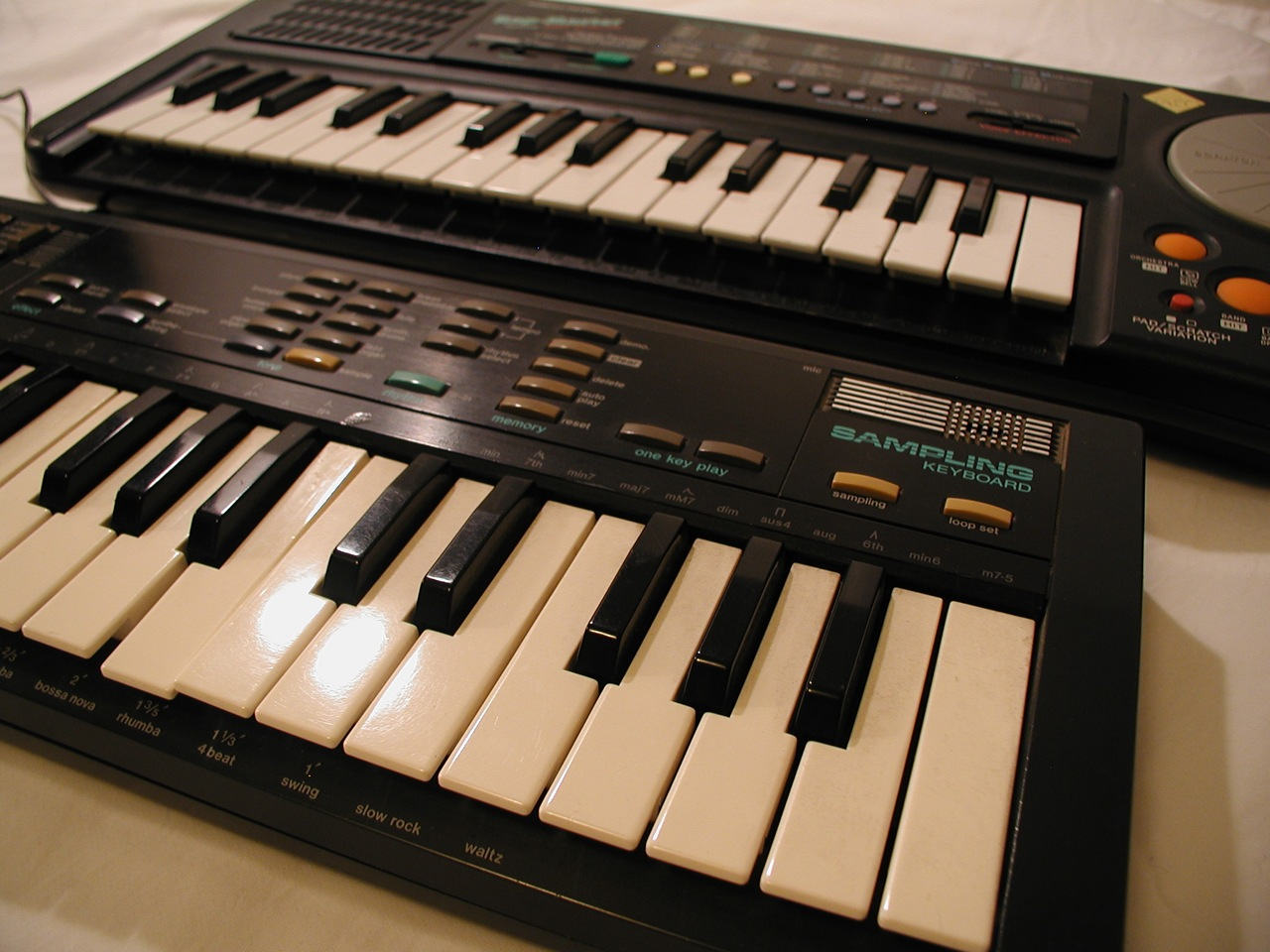
Casio SK-1

Casio SK-1 è un modello di tastiera giocattolo prodotto da Casio e lanciato sul mercato nel 1985.

## Caratteristiche
La tastiera era dotata delle seguenti funzionalità:
- trentadue tasti
- polifonia a 4 note
- otto strumenti predefiniti (piano, tromba, voce umana, organo a canne, ottoni, flauto, percussioni sintetizzate, organo jazz)
- undici ritmi predefiniti (disco, rock, pop, maria, samba, bossa nova, rumba, 4beat, swing, slow rock, walzer)
- sezione accompagnamenti
- campionatore a 8 bit e 9,38 kHz con relativo microfono, senza la possibilità di salvare i campioni in modo permanente
- sezione di sintesi a inviluppo
- controllo di vibrato e portamento
- controllo di fill-in per la sezione ritmica
- sequencer.

La tastiera inoltre conteneva di serie un brano dimostrativo, la Sinfonia dei giocattoli di Wolfgang Amadeus Mozart.
Questo modello è uno degli strumenti più ricercati per la pratica del Circuit bending.  Tra i primi artisti a riscoprire questo strumento musicale giocattolo c'è il gruppo di musica elettronica Autechre.

## Modelli successivi
Come evoluzione del modello SK-1, Casio ha prodotto in seguito i modelli di tastiera SK-5 e SK-8.